# Debates com o Governo
Debates com o Governo são uma prática prevista no Artigo 224.º do Regimento da Assembleia da República, realizada sem dias fixos, mas não mais do que um mês após o último debate, em data fixada pelo Presidente da Assembleia da República, ouvida a Conferência de Líderes, na Assembleia da República, durante a qual o Primeiro-ministro de Portugal e o Governo, alternadamente, respondem a questões de um ou mais deputados de cada grupos parlamentares e deputados únicos em duas rondas.

## História
Os debates com o primeiro-ministro começaram por ser mensais e com o dobro da duração (cerca de 3 horas).
Em 2007, o Parlamento aprovou uma alteração regimental, coordenada pelo então deputado socialista António José Seguro, que substituía os debates mensais por quinzenais. Mas em setembro de 2007, altura em que a reforma entrou em vigor, estava a decorrer a Presidência Portuguesa da União Europeia, por isso, foi acordado com o Governo que a presença quinzenal só seria exigida a partir de janeiro de 2008.
No entanto, em 2020, o Parlamento aprovou uma alteração regimental, negociada entre o Partido Socialista e o Partido Social Democrata, que terminou com os debates quinzenais, passando o Primeiro-ministro de Portugal a ir à Assembleia da República apenas de dois em dois meses, com duas rondas de perguntas. Nesse novo formato, o Governo tem de comparecer mensalmente á Assembleia da República, alternando entre a presença do Primeiro-ministro de Portugal sobre política geral, e a presença de um ministro, sobre política setorial.

## Formatos
De acordo com o Artigo 224.º do Regimento da Assembleia da República, a sessão de perguntas desenvolve-se em dois formatos alternados:
1. Debate com o Primeiro-ministro de Portugal, sobre política geral, seguida da fase de perguntas de um ou mais deputados de cada grupos parlamentares e deputados únicos em duas rondas, sendo dada a prioridade aos partidos não representados no Governo na primeira ronda;[1]
2. Debate com um membro do Governo, sobre política sectorial, seguida da fase de perguntas de um ou mais deputados de cada grupos parlamentares e deputados únicos em duas rondas, sendo dada a prioridade aos partidos não representados no Governo na primeira ronda.[1]

### Tempos de intervenção

#### Debate com o Governo sobre política geral
O tempo disponível por cada grupo parlamentar para questionar o Governo sobre política geral é proporcional à sua composição que, atualmente, é a seguinte:
| 1.ª Ronda | 1.ª Ronda                    | 1.ª Ronda | 1.ª Ronda   | 1.ª Ronda   | 1.ª Ronda |
| Partido   | Partido                      | Deputados | Tempo       | Tempo       | Tempo     |
| Partido   | Partido                      | Deputados | Perguntas   | Respostas   | Total     |
| --------- | ---------------------------- | --------- | ----------- | ----------- | --------- |
|           | Partido Social Democrata     | 79        | 9 min       | 9 min       | 18 min    |
|           | Bloco de Esquerda            | 19        | 7 min       | 7 min       | 14 min    |
|           | Partido Comunista Português  | 10        | 5 min 30 s  | 5 min 30 s  | 11 min    |
|           | CDS – Partido Popular        | 5         | 4 min 30 s  | 4 min 30 s  | 9 min     |
|           | Pessoas–Animais–Natureza     | 3         | 3 min 30 s  | 3 min 30 s  | 7 min     |
|           | Partido Ecologista Os Verdes | 2         | 3 min       | 3 min       | 6 min     |
|           | CHEGA!                       | 1         | 1 min 30 s  | 1 min 30 s  | 3 min     |
|           | Iniciativa Liberal           | 1         | 1 min 30 s  | 1 min 30 s  | 3 min     |
|           | Partido Socialista           | 108       | 9 min       | 9 min       | 18 min    |
| Subtotal  | Subtotal                     | Subtotal  | 44 min 30 s | 44 min 30 s | 89 min    |

| 2.ª Ronda | 2.ª Ronda                    | 2.ª Ronda | 2.ª Ronda   | 2.ª Ronda   | 2.ª Ronda |
| Partido   | Partido                      | Deputados | Tempo       | Tempo       | Tempo     |
| Partido   | Partido                      | Deputados | Perguntas   | Respostas   | Total     |
| --------- | ---------------------------- | --------- | ----------- | ----------- | --------- |
|           | Partido Socialista           | 108       | 9 min       | 9 min       | 18 min    |
|           | Partido Social Democrata     | 79        | 9 min       | 9 min       | 18 min    |
|           | Bloco de Esquerda            | 19        | 7 min       | 7 min       | 14 min    |
|           | Partido Comunista Português  | 10        | 5 min 30 s  | 5 min 30 s  | 11 min    |
|           | CDS – Partido Popular        | 5         | 4 min 30 s  | 4 min 30 s  | 9 min     |
|           | Pessoas–Animais–Natureza     | 3         | 3 min 30 s  | 3 min 30 s  | 7 min     |
|           | Partido Ecologista Os Verdes | 2         | 3 min       | 3 min       | 6 min     |
|           | CHEGA!                       | 1         | 1 min 30 s  | 1 min 30 s  | 3 min     |
|           | Iniciativa Liberal           | 1         | 1 min 30 s  | 1 min 30 s  | 3 min     |
| Subtotal  | Subtotal                     | Subtotal  | 44 min 30 s | 44 min 30 s | 89 min    |
| Total     | Total                        | Total     | 89 min      | 89 min      | 178 min   |

#### Debate com o Governo sobre política sectorial
O tempo disponível por cada grupo parlamentar para questionar o Governo sobre política geral é proporcional à sua composição que, atualmente, é a seguinte:
| 1.ª Ronda | 1.ª Ronda                    | 1.ª Ronda | 1.ª Ronda   | 1.ª Ronda   | 1.ª Ronda |
| Partido   | Partido                      | Deputados | Tempo       | Tempo       | Tempo     |
| Partido   | Partido                      | Deputados | Perguntas   | Respostas   | Total     |
| --------- | ---------------------------- | --------- | ----------- | ----------- | --------- |
| Ministro  | Ministro                     | Ministro  |             |             | 10 min    |
|           | Partido Social Democrata     | 79        | 9 min       | 9 min       | 18 min    |
|           | Bloco de Esquerda            | 19        | 7 min       | 7 min       | 14 min    |
|           | Partido Comunista Português  | 10        | 5 min 30 s  | 5 min 30 s  | 11 min    |
|           | CDS – Partido Popular        | 5         | 4 min 30 s  | 4 min 30 s  | 9 min     |
|           | Pessoas–Animais–Natureza     | 3         | 3 min 30 s  | 3 min 30 s  | 7 min     |
|           | Partido Ecologista Os Verdes | 2         | 3 min       | 3 min       | 6 min     |
|           | CHEGA!                       | 1         | 1 min 30 s  | 1 min 30 s  | 3 min     |
|           | Iniciativa Liberal           | 1         | 1 min 30 s  | 1 min 30 s  | 3 min     |
|           | Partido Socialista           | 108       | 9 min       | 9 min       | 18 min    |
| Subtotal  | Subtotal                     | Subtotal  | 44 min 30 s | 44 min 30 s | 99 min    |

| 2.ª Ronda | 2.ª Ronda                    | 2.ª Ronda | 2.ª Ronda   | 2.ª Ronda   | 2.ª Ronda |
| Partido   | Partido                      | Deputados | Tempo       | Tempo       | Tempo     |
| Partido   | Partido                      | Deputados | Perguntas   | Respostas   | Total     |
| --------- | ---------------------------- | --------- | ----------- | ----------- | --------- |
|           | Partido Socialista           | 108       | 9 min       | 9 min       | 18 min    |
|           | Partido Social Democrata     | 79        | 9 min       | 9 min       | 18 min    |
|           | Bloco de Esquerda            | 19        | 7 min       | 7 min       | 14 min    |
|           | Partido Comunista Português  | 10        | 5 min 30 s  | 5 min 30 s  | 11 min    |
|           | CDS – Partido Popular        | 5         | 4 min 30 s  | 4 min 30 s  | 9 min     |
|           | Pessoas–Animais–Natureza     | 3         | 3 min 30 s  | 3 min 30 s  | 7 min     |
|           | Partido Ecologista Os Verdes | 2         | 3 min       | 3 min       | 6 min     |
|           | CHEGA!                       | 1         | 1 min 30 s  | 1 min 30 s  | 3 min     |
|           | Iniciativa Liberal           | 1         | 1 min 30 s  | 1 min 30 s  | 3 min     |
| Subtotal  | Subtotal                     | Subtotal  | 44 min 30 s | 44 min 30 s | 89 min    |
| Total     | Total                        | Total     | 89 min      | 89 min      | 188 min   |

## Líderes partidários desde 2007
Legenda de cores
| Primeiro-Ministro           | Primeiro-Ministro   | Líder da Oposição     | Líder da Oposição      | Líder parlamentar do partido do Governo | Líder parlamentar do partido do Governo | 3º partido                | 3º partido       | 4ª partido        | 4ª partido        | 5º partido       | 5º partido         | 6º partido      | 6º partido       | 7º partido  | 7º partido                | 8º partido | 8º partido            | 9º partido | 9º partido        | 10º partido | 10º partido | Período      |
| --------------------------- | ------------------- | --------------------- | ---------------------- | --------------------------------------- | --------------------------------------- | ------------------------- | ---------------- | ----------------- | ----------------- | ---------------- | ------------------ | --------------- | ---------------- | ----------- | ------------------------- | ---------- | --------------------- | ---------- | ----------------- | ----------- | ----------- | ------------ |
|                             | José Sócrates       |                       | Pedro Santana Lopes(a) |                                         | Alberto Martins                         |                           | Paulo Portas     |                   | Jerónimo de Sousa |                  | Francisco Louçã    |                 | Heloísa Apolónia |             |                           |            |                       |            |                   |             |             | jan-jun 2008 |
| Paulo Rangel(b)             | José Sócrates       | jun 2008- dez 2008    |                        |                                         | Alberto Martins                         |                           | Paulo Portas     |                   | Jerónimo de Sousa |                  | Francisco Louçã    |                 | Heloísa Apolónia |             |                           |            |                       |            |                   |             |             |              |
| Paulo Rangel(b)             | José Sócrates       |                       | Jerónimo de Sousa      |                                         | Alberto Martins                         | Paulo Portas              | dez 2008-2009    |                   |                   |                  | Francisco Louçã    |                 | Heloísa Apolónia |             |                           |            |                       |            |                   |             |             |              |
| Manuela Ferreira Leite      | José Sócrates       | Francisco Assis       |                        | Paulo Portas                            |                                         | Francisco Louçã           |                  | Jerónimo de Sousa | 2009-2010         |                  |                    |                 | Heloísa Apolónia |             |                           |            |                       |            |                   |             |             |              |
| Miguel Macedo(c)            | José Sócrates       | Francisco Assis       | 2010-2011              | Paulo Portas                            |                                         | Francisco Louçã           |                  | Jerónimo de Sousa |                   |                  |                    |                 | Heloísa Apolónia |             |                           |            |                       |            |                   |             |             |              |
|                             | Pedro Passos Coelho |                       | António José Seguro(d) |                                         | Luís Montenegro                         | Nuno Magalhães(e)         |                  | Jerónimo de Sousa |                   | Francisco Louçã  | 2011-2012          |                 | Heloísa Apolónia |             |                           |            |                       |            |                   |             |             |              |
| João Semedo                 | Pedro Passos Coelho | 2012-2014             | António José Seguro(d) |                                         | Luís Montenegro                         | Nuno Magalhães(e)         |                  | Jerónimo de Sousa |                   |                  |                    |                 | Heloísa Apolónia |             |                           |            |                       |            |                   |             |             |              |
| Catarina Martins            | Pedro Passos Coelho | 2012-2014             | António José Seguro(d) |                                         | Luís Montenegro                         | Nuno Magalhães(e)         |                  | Jerónimo de Sousa |                   |                  |                    |                 | Heloísa Apolónia |             |                           |            |                       |            |                   |             |             |              |
| Eduardo Ferro Rodrigues(f)  | Pedro Passos Coelho | 2014-2015             |                        |                                         | Luís Montenegro                         | Nuno Magalhães(e)         |                  | Jerónimo de Sousa |                   |                  |                    |                 | Heloísa Apolónia |             |                           |            |                       |            |                   |             |             |              |
|                             | António Costa       |                       | Pedro Passos Coelho    |                                         | Carlos César                            |                           | Catarina Martins |                   | Paulo Portas      |                  | Jerónimo de Sousa  |                 | Heloísa Apolónia | André Silva | 2015-2016                 |            |                       |            |                   |             |             |              |
| Assunção Cristas(g)         | António Costa       | 2016-2018             | Pedro Passos Coelho    |                                         | Carlos César                            |                           | Catarina Martins |                   |                   |                  | Jerónimo de Sousa  |                 | Heloísa Apolónia | André Silva |                           |            |                       |            |                   |             |             |              |
| Assunção Cristas(g)         | António Costa       | Fernando Negrão(h)    | 2018-2019              |                                         | Carlos César                            |                           | Catarina Martins |                   |                   |                  | Jerónimo de Sousa  |                 | Heloísa Apolónia | André Silva |                           |            |                       |            |                   |             |             |              |
| Rui Rio                     | António Costa       | Ana Catarina Mendes   |                        | Jerónimo de Sousa                       |                                         | Cecília Meireles(i)       | Catarina Martins |                   | André Silva       |                  | José Luís Ferreira |                 | André Ventura    |             | João Cotrim de Figueiredo |            | Joacine Katar Moreira | 2019-2020  |                   |             |             |              |
| Rui Rio                     | António Costa       | Ana Catarina Mendes   | Telmo Correia(j)       | Jerónimo de Sousa                       | (k)                                     | (k)                       | Catarina Martins | 2020-2021         | André Silva       |                  | José Luís Ferreira |                 | André Ventura    |             | João Cotrim de Figueiredo |            |                       |            |                   |             |             |              |
| Rui Rio                     | António Costa       | Ana Catarina Mendes   | Telmo Correia(j)       | Jerónimo de Sousa                       | (k)                                     | (k)                       | Catarina Martins | Inês Sousa Real   | 2021-2022         |                  | José Luís Ferreira |                 | André Ventura    |             | João Cotrim de Figueiredo |            |                       |            |                   |             |             |              |
| Rui Rio                     | António Costa       | Eurico Brilhante Dias |                        | André Ventura                           |                                         | João Cotrim de Figueiredo |                  | Jerónimo de Sousa |                   | Catarina Martins |                    | Inês Sousa Real |                  | Rui Tavares |                           |            |                       |            | abr 2022-jul 2022 |             |             |              |
| Joaquim Miranda Sarmento(l) | António Costa       | Eurico Brilhante Dias | jul 2022-              | André Ventura                           |                                         | João Cotrim de Figueiredo |                  | Jerónimo de Sousa |                   | Catarina Martins |                    | Inês Sousa Real |                  | Rui Tavares |                           |            |                       |            |                   |             |             |              |

Notas:
- ↑(a)  O líder do Partido Social Democrata era Luís Filipe Menezes mas, em virtude de não ser deputado, o Presidente do Grupo Parlamentar, Pedro Santana Lopes, debatia com o primeiro-ministro.
- ↑(b)  A líder do Partido Social Democrata era Manuela Ferreira Leite mas, em virtude de não ser deputada, o Presidente do Grupo Parlamentar, Paulo Rangel, debatia com o primeiro-ministro.
- ↑(c)  O líder do Partido Social Democrata era Pedro Passos Coelho mas, em virtude de não ser deputado, o Presidente do Grupo Parlamentar, Miguel Macedo, debatia com o primeiro-ministro.
- ↑(d)  Até à sua eleição como Secretário-Geral do Partido Socialista a 23 de julho de 2011, Maria de Belém Roseira debatia com o primeiro-ministro.
- ↑(e)  O líder do CDS – Partido Popular era Paulo Portas mas, em virtude de ser Ministro dos Negócios Estrangeiros, o Presidente do Grupo Parlamentar, Nuno Magalhães, debatia com o primeiro-ministro.
- ↑(f)  O líder do Partido Socialista era António Costa mas, em virtude de não ser deputado, o Presidente do Grupo Parlamentar, Eduardo Ferro Rodrigues, debatia com o primeiro-ministro.
- ↑(g)  Até à sua eleição como Presidente do CDS – Partido Popular a 13 de março de 2016, Nuno Magalhães debatia com o primeiro-ministro.
- ↑(h)  O líder do Partido Social Democrata era Rui Rio mas, em virtude de não ser deputado, o Presidente do Grupo Parlamentar, Fernando Negrão, debatia com o primeiro-ministro.
- ↑(i)  Apesar de ser deputada, a então líder demissionária Assunção Cristas não tomava parte dos debates.
- ↑(j)  O líder do CDS – Partido Popular é Francisco Rodrigues dos Santos mas, em virtude de não ser deputado, o Presidente do Grupo Parlamentar, Telmo Correia, debatia com o primeiro-ministro.
- ↑(k) >Devido à retirada de confiança política à deputada Joacine Katar Moreira, o LIVRE perdeu a representação parlamentar que detinha e Joacine Katar Moreira passou à condição de deputada não inscrita.
- ↑(l)  O líder do Partido Social Democrata era Luís Montenegro mas, em virtude de não ser deputado, o Presidente do Grupo Parlamentar, Joaquim Miranda Sarmento, debatia com o primeiro-ministro.

## Cobertura dos media
Em Portugal, os debates mensais com o Governo é transmitido ao vivo pelas câmeras instaladas nas Galerias da Assembleia da República, nos canais nacionais de televisão ARTV, RTP3, SIC Notícias, TVI24 e CMTV. Também é transmitido ao vivo pelas estações de rádio nacional Antena 1, TSF, Rádio Renascença e Rádio Observador.
Anteriormente, até à entrada da ARTV no TDT, o debate com o Primeiro-Ministro era transmitido pela RTP2.
Em todo o mundo, os debates mensais com o Governo é transmitidas ao vivo pelo site oficial da Assembleia da República e na RDP Internacional